# Жабеня
«Жабеня», «Стриб-Скок» або «Гоп-Фроґ» (оригінальна назва «Стриб-Скок, або Вісім закованих орангутанів» (англ. Hop-Frog; Or, the Eight Chained Ourangoutangs)) — новела Едгара Аллана По, опублікована 17 березня 1849 р. в бостонській газеті «The Flag of Our Union».

## Сюжет
В новелі розповідається про короля деякої держави, який любив жарти. Тому всі сім його міністрів були відомими жартівниками. Але був у короля і справжній блазень-карлик, якого всі називали Жабеня. Жабеня разом із дівчиною Трипеттою був подарований королю одним генералом. Одного разу король вирішив влаштувати маскарад і доручив Жабеняті вигадати костюми для гостей. Карлик успішно виконав наказ, проте король та його міністри хотіли, щоб Жабеня придумав для них щось особливе.
Бажаючи повеселитися, король змусив карлика випити келих вина. Не задовольнившись результатом, він наповнив і другий келих. В цей момент Трипетта спробувала заступитися за свого друга, знаючи, що він не терпить вина. Та король лиш відштовхнув дівчину і вилив вино їй в обличчя, розраховуючи на те, щоб розсмішити гостей. У відповідь він почув лише скрегіт зубів Жабеняти.
Карлик встиг відійти від дії вина і запропонував королю та його почтові одягнутися «орангутанами». Жабеня намастив в дьогті та обваляв у прядиві короля-тирана та міністрів і обв'язав їх ланцюгом. У визначений час вісім закутих «орангутанів» увірвалися в залу і почали лякати гостей. В той час, коли вони опинилися в центрі зали, прямо під люстрою, король та почет були підвішені ланцюгами, що звисали зі стелі. За допомогою смолоскипа Жабеня підпалив своїх кривдників і зі словами «я блазень — і це мій останній жарт» утік через ляду у стелі. Ніхто більше не бачив Жабеня і Трипетту.
Історична основа новели — «Бал в обіймах полум'я» за часів правління короля Францій Карла VI Божевільного.

## Публікація
Новела була вперше опублікована в газеті The Flag of Our Union (Бостон, 1849, 17 березня), під назвою «Стриб-Скок, або Вісім закованих оранутангів».

1. ↑  https://wolnelektury.pl/katalog/lektura/hop-frog/